# Karl Pretzsch (Politiker)
Karl Pretzsch (auch Pretsch, * 15. August 1896 in Halle (Saale); † 19. Juli 1954 in Stralsund) war ein deutscher Politiker. Er war von 1946 bis 1951 Oberbürgermeister von Halle (Saale).

## Leben
Der Sohn eines Maurers erlernte nach dem Besuch der Volksschule den Beruf des Steinsetzers. Nach seiner Wanderschaft als Handwerksbursche von 1913 bis 1915 leistete er von 1915 bis 1918 Kriegsdienst. Er wurde 1919 aus dem Militärdienst entlassen, arbeitete wieder in seinem Beruf und schloss sich 1919 der USPD und 1920 der KPD an. Von 1929 bis 1933 war er Stadtverordneter in Halle. Er war von 1930 bis 1935 arbeitslos und von 1935 bis 1945 als Steinsetzer in der Firma Meißner in Halle beschäftigt. Pretzsch war in Halle am kommunistischen Widerstand gegen das NS-Regime beteiligt.
Nach Kriegsende im Mai 1945 betätigte sich Pretzsch in seiner Heimatstadt wieder für die KPD und als Gewerkschafter. Im Oktober 1945 wurde er durch die SMAD zum Bürgermeister von Halle ernannt. 1946 wurde er Mitglied der SED und bei den Kommunalwahlen im September 1946 zum Oberbürgermeister von Halle gewählt. Am 5. Oktober 1946 führte der Präsident der Provinz Sachsen Erhard Hübener den bisherigen Bürgermeister in sein Amt als Oberbürgermeister ein. Diese Funktion übte er bis 1951 aus. Von Oktober 1948 bis Februar 1949 war er Teilnehmer am ersten Lehrgang der Deutschen Verwaltungsakademie in Forst Zinna. Von 1950 bis 1951 war er zudem Mitglied des Landtages von Sachsen-Anhalt.
Pretzsch wurde 1951 aus der SED ausgeschlossen. Ihm wurde Selbstherrlichkeit vorgeworfen, er habe die Parteiorganisation (BPO) der Stadtverwaltung zu seinem Anhängsel gemacht. Nicht die Parteileitung, sondern er habe die „Linie“ der Partei bestimmt.